# Não Deixe o Mar Te Engolir
Não Deixe o Mar te Engolir é o quarto single do álbum Preço Curto... Prazo Longo da banda brasileira Charlie Brown Jr.
Essa música é conhecida por ter 2 solos de guitarra de altíssima técnica (o primeiro, logo no início da música, tocado por Thiago Castanho, e o segundo, mais pro final, tocando por Marcão Britto]]), o que faz com que volta e meia ela apareça em listas de "melhores solos de guitarra do Brasil".
A música aparece na coletânea "TopMix 106,3 FM", de São Paulo, que traz músicas de sucesso do pop e rock nacional e internacional.

## Videoclipe
Com direção de animação de Paolo Conti, o vídeo mostra animações feitas com massinha (claymation) se alternando com cenas da banda tocando em uma balsa.

## Desempenho nas Paradas Musicais
| Ano  | Single                       | Charts      | Charts         | Charts       | Charts    | Charts        | Charts | Charts | Álbum                      |
| Ano  | Single                       | BRA Hot 100 | BRA Hit Parade | BRA Year End | Bill. BRA | Bill. Pop BRA | HSPN   | POR    | Álbum                      |
| ---- | ---------------------------- | ----------- | -------------- | ------------ | --------- | ------------- | ------ | ------ | -------------------------- |
| 2000 | "Não Deixe o Mar Te Engolir" | 30          | 19             | —            | —         | —             | —      | —      | Preço Curto... Prazo Longo |

## Prêmios e Indicações
| Ano  | Prêmio                      | Categoria                       | Indicação                        | Resultado | Ref.  |
| ---- | --------------------------- | ------------------------------- | -------------------------------- | --------- | ----- |
| 2000 | MTV Video Music Brasil 2000 | "Melhor Videoclipe de Rock"     |                                  | Indicado  | [ 8 ] |
| 2000 | MTV Video Music Brasil 2000 | "Melhor Animação em Videoclipe" | Diretor de animação: Paolo Conti | Indicado  | [ 8 ] |

## Na Mídia
- Em 2021, em uma campanha publicitária veiculada durante a disputa dos Jogos Olímpicos de Tokyo, um comercial do Bradesco utilizou o riff de introdução dessa música.[9]
- Também em 2021, o surfista estadunidense John John Florence postou um vídeo no Instagram surfando ao som de Charlie Brown Jr. A postagem é uma prévia do documentário recem lançado pelo surfista, que traz a história da conquista do Mundial de Surfe em 2017.[10]